# Кульков, Андрей Николаевич
Андрей Николаевич Кульков (род. 21 мая 1969) — российский воздухоплаватель, Чемпион мира по воздухоплавательному спорту в командном зачете в составе сборной команды РФ (2018), двукратный Чемпион России по воздухоплавательному спорту, обладатель Кубка России по воздухоплавательному спорту. Мастер спорта России. Член сборной России по воздухоплавательному спорту.

## Спортивная карьера
В 2004 году Андрей Кульков прошел обучение в Великих Луках у инструктора Сергея Статкевича. В 2005 году Кульков дебютирует на соревнованиях по воздухоплавательному спорту, а в 2006 году первый раз принимает участие в Кубке России, где занимает 8 место из 24. 
В 2009 попадает в топ-5 национального рейтинга, в котором находится по 2024 год, лишь раз опустившись на шестую строчку в сезоне 2016.
Первый Чемпионат России выиграл в 2011 в Кунгуре. Турнир проводился в рамках фестиваля «Небесная ярмарка», в общем зачете которого Кульков также стал первым. 
Второй Чемпионат Андрей Кульков выиграл в 2015 году в рамках Международной встречи воздухоплавателей в Великих Луках. В общем зачете мероприятия Кульков стал третьим, уступив двум литовским пилотам Рокасу и Римасу Костюскявичюсам. Чемпионский титул 2015 года пилот завоевал на аэростате с оболочкой классической формы. С 2016 Чемпионаты России выигрывали только на спортивных аэростатах (по состоянию на январь 2025 года).
Андрей Кульков является членом сборной России по воздухоплавательному спорту с 2012 года. В составе сборной России выиграл Чемпионат мира 2018 года в австрийском Гросзигхартсе в командном зачете. В личном зачете стал 47 из 105 участников. 
Входит в состав национальной команды России 2025.
Самый возрастной обладатель Кубка России (2022г; в возрасте 53 года 3 месяца 1 день).